# Ягульська вузькоколійна залізниця
Ягу́льська ву́зькоколі́йна залізни́ця (рос. Ягульская узкоколейная железная дорога) — вузькоколійна залізниця, що функціонувала в другій половині XX століття на території Кізнерського району Удмуртії, Росія.
Першу ділянку залізниці було відкрито в 1950-их роках. Вона призначалась для вивезення лісу. За непідтвердженими даними, протягом певного часу Ягульська вузькоколійка була з'єднаною із Какмозькою вузькоколійною залізницею, яка існувала на території Вавозького району, що на півночі.
В 1980-их роках залізниця була закрита, колія була повністю розібрана. Станом на 2008 рік на станції Ягул лишився лише один пасажирський вагон ПВ40.